# Johann Georg Trendelenburg
Johann Georg Trendelenburg (* 22. Februar 1757 in Lübeck; † 11. März 1825 in Goysk, heute Gójsk, Powiat Sierpecki) war ein deutscher Lehrer und Senator der Stadt Danzig.

## Leben
Der aus einer norddeutschen Gelehrtenfamilie stammende Trendelenburg studierte Theologie an der Universität Göttingen und erhielt bereits als Student seine Berufung als Lehrer (Professor) an das Akademische Gymnasium in Danzig, wo er die griechische und die orientalischen Sprachen lehrte. Er war 1801 Begründer des Lehrerseminars in Danzig und wurde besonders durch seine Grammatik der griechischen Sprache bekannt, die in vier Auflagen zwischen 1782 und 1796 erschien. In der Franzosenzeit wurde er 1807 Senator der napoleonischen Republik Danzig und blieb nach Rückkehr der Preußen 1814 als Stadtrat für das Schulwesen der Stadt weiter zuständig. Er verstarb auf einer Reise in Goysk an einem Nervenschlag.

## Schriften
- Vergleichung der Vorzüge der deutschen Sprache mit den Vorzügen der lateinischen und griechischen: Eine von der kurpfälzischen deutschen Gesellschaft im Jahr 1787 gekrönte Preisschrift, Mannheim 1788
- Chrestomathia Flaviana sive loci illustres ex Flavio Josepho delecti et animadversionibus illustrati à Joan. Georg. Trendelenburg, Haug, Leipzig 1789
- Commentatio Critica In Historiam Pugnae Davidis Cum Goliatho I. Sam. XVII. XVIII. ..., Wedel, Danzig 1792
- Chrestomathia Hexaplaris / Adornata ab Johanne Georgio Trendelenburg Lubecae, Bohn, Lipsiae 1794
- Anfangsgründe der griechischen Sprache, 4. verb. Aufl., Barth, Leipzig 1796